# Championnats du monde de gymnastique acrobatique 1988
Navigation
Édition précédente Édition suivante
Les championnats du monde de gymnastique acrobatique 1988, huitième édition des championnats du monde de gymnastique acrobatique, ont eu lieu du 1er au 4 décembre 1988 à Anvers, en Belgique.